# Букачёвская поселковая община
Букачёвская поселковая общи́на (укр. Букачівська селищна громада) — территориальная община в Ивано-Франковском районе Ивано-Франковской области Украины.
Административный центр — посёлок Букачёвцы.
Население составляет 4776 человек. Площадь — 139,3 км².

## Населённые пункты
В состав общины входят 1 посёлок (Букачёвцы) и 12 сёл:
- Букачёвская Слобода
- Витань
- Вишнев
- Журавеньки
- Сруб
- Козари
- Посвирж
- Чернев
- Луковец-Вишневский
- Луковец-Журовский
- Колоколин
- Чагров